# Tigné
Tigné korábbi község Franciaország Loire mente régiójában, Maine-et-Loire megyében. 2016. január 1-jén hat másik korábbi községgel egyesült és Lys-Haut-Layon új község része lett.
Lakosainak száma 731 fő (2018. január 1.). Tigné Aubigné-sur-Layon, Cernusson, La Fosse-de-Tigné, Martigné-Briand, Montilliers és Saint-Georges-sur-Layon községekkel határos.

## Népesség
A település népessége az elmúlt években az alábbi módon változott:
| Lakosok száma | 878  | 952  | 767  | 718  | 713  | 770  | 765  | 770  | 770  | 731  |
|               | 1962 | 1968 | 1982 | 1990 | 1999 | 2008 | 2011 | 2013 | 2017 | 2018 |